# 국제사회
국제사회 또는 국제 공동체(International Community)는 지정학 및 국제 관계에서 전 세계의 광범위한 사람들과 정부 그룹을 지칭하는 데 사용되는 용어이다.

## 용례
일반적인 설명으로 사용되는 것 외에도, 이 용어는 일반적으로 특정 인권 문제와 같은 문제에 대한 공통된 관점이 존재함을 암시하는 데 사용된다. 이는 때때로 적에 대한 조치(예: 대상 국가에서 인지된 정치적 억압에 대한 조치)를 요구할 때 사용된다. 이 용어는 예를 들어 유엔 총회에서 다수결 투표의 신뢰성을 높이기 위해 분쟁 문제에 대한 관점에 대한 정당성과 합의를 암시하는 데에도 일반적으로 사용된다.

## 같이 보기
- 민주주의
- 제1세계
- 지구촌
- 유엔 회원국